# Liste der Kreisstraßen in Schwerin
Die Liste der Kreisstraßen in Schwerin ist eine Auflistung der Kreisstraßen in der kreisfreien Stadt Schwerin, Mecklenburg-Vorpommern.

## Abkürzungen
- K: Kreisstraße
- L: Landesstraße

## Liste
Nicht vorhandene bzw. nicht nachgewiesene Kreisstraßen werden in Kursivdruck gekennzeichnet, ebenso Straßen und Straßenabschnitte, die unabhängig vom Grund (Herabstufung zu einer Gemeindestraße oder Höherstufung) keine Kreisstraßen mehr sind.
Der Straßenverlauf wird in der Regel von Nord nach Süd und von West nach Ost angegeben.
| Nr.   | Verlauf |
| ----- | --- |
| SN 12 | – Plater Straße – Neu Zippendorf – Stadtgrenze – (LUP 112 im Landkreis Ludwigslust-Parchim)                   |
| SN 42 | (NWM 42 im Landkreis Nordwestmecklenburg) – Stadtgrenze – Seehofer Straße – Carlshöhe – Wickendorfer Straße – |